# Paroplapoderus tentator tentator
Paroplapoderus tentator tentator es una subespecie de coleóptero de la familia Attelabidae.

## Distribución geográfica
Habita en China, Malasia, Birmania y  Vietnam.